# مطاط مضرب كرة الطاولة

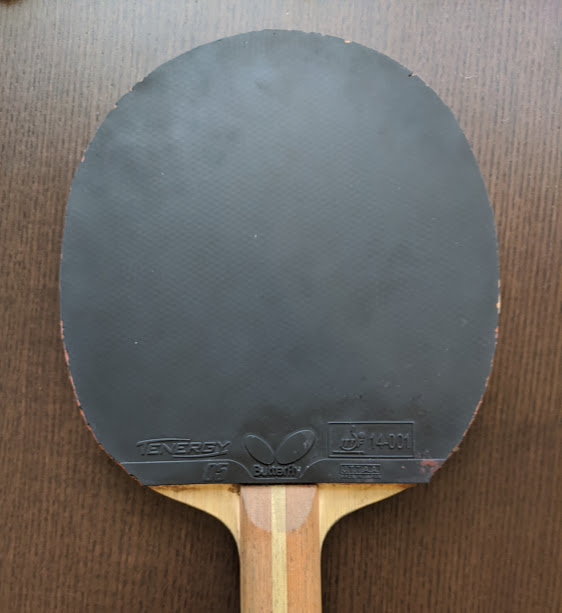
Tenergy 05 هوية تجارية مشهورة للمطاط المقلوب

مطاط (أو جلدة) مضرب كرة الطاولة أو اختصارًا مطاط المضرب أو جلدة المضرب هو نوع من المطاط يستخدم لتغطية مضرب كرة الطاولة. يتكون مطاط كرة الطاولة الحديث عادةً من طبقتين: طبقة من الإسفنج سفلى وطبقة من المطاط الفعلي عليا. لمطاط مضرب كرة الطاولة أربعة أنواع شائعة: محبحب أو محبب (بالإنكليزية: Pips أو Pimples) قصير، ومحبحب طويلة، والمضادة للدوران، والمقلوبة. يؤثر سمك طبقة الإسفنج وكثافته الموجودة أسفلها أيضًا على تعامل المطاط مع الكرة. تتنوع أساليب اللعب في كرة الطاولة بالتنوع الكبير في مطاطات كرة الطاولة مقارنة برياضات المضرب الأخرى.